# Bactris hondurensis
Bactris hondurensis là loài thực vật có hoa thuộc họ Arecaceae. Loài này được Standl. mô tả khoa học đầu tiên năm 1930.